# Albert Peschard

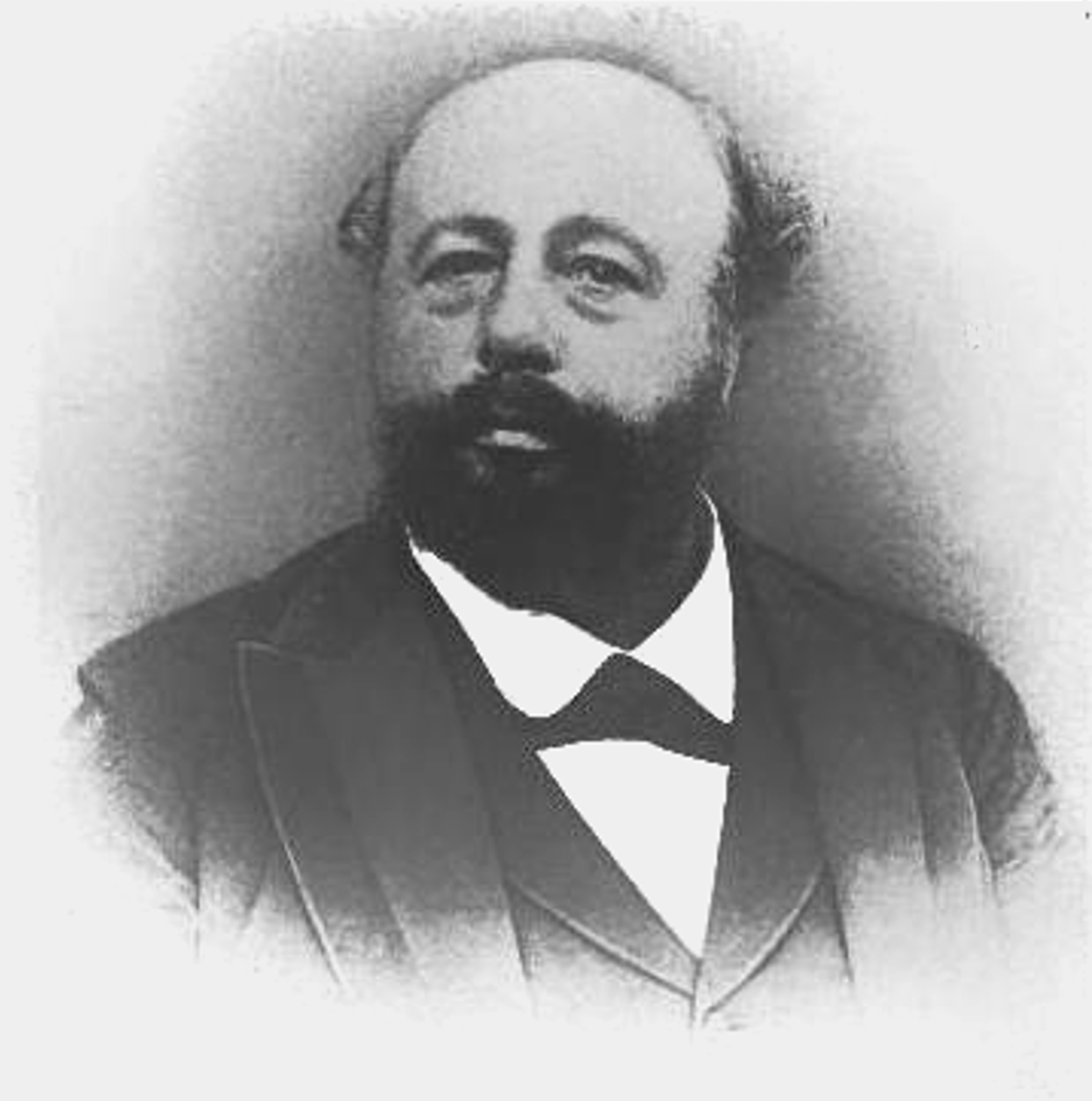
Albert Peschard

Charles Louis Albert Peschard (* 1836; † 19. Dezember 1902 (oder 23. Dezember 1903?) in Caen, Frankreich) war ein französischer Jurist, Organist und Erfinder. Er entwickelte die technischen Voraussetzungen für die ersten elektrischen Spieltrakturen in Orgeln.

## Leben

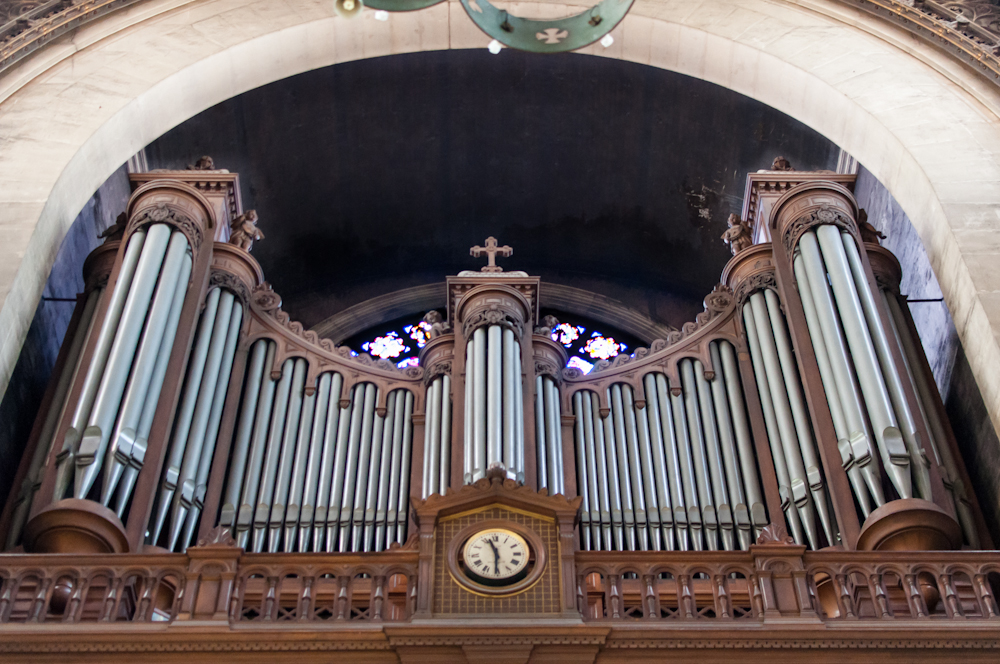
Orgel in St-Augustin in Paris, 1868

Albert Perschard absolvierte eine Ausbildung zum Juristen und promovierte zum Doktor der Rechte. 1857 wurde er Organist an der Kirche St-Étienne de Caen. Um 1860 entwickelte er technische Voraussetzungen für elektrische Trakturen in Orgeln. Er zeigte seine Erfindung dem englischen Orgelbauer Charles Barker, der zu dieser Zeit in Paris arbeitete, und ließ sie 1862 und 1863 patentieren. Barker baute damit im Jahr 1865 die erste Orgel mit elektrischer Spieltraktur in der Kollegiatkirche St-Laurent in Salon-de-Provence, zusammen mit Charles Verschneider. 1868 bauten Barker und Peschard eine Orgel mit elektropneumatischen Transmissionen in der Kirche St-Augustin in Paris.
1870 endete mit dem Weggang Barkers nach England ihre Zusammenarbeit, bis 1875 blieb Peschard Organist in Caen. Danach reiste er offenbar einige Zeit nach Neuseeland und veröffentlichte ab 1890 einige Texte zu seinen Forschungen. 1897/99 wurden die elektropneumatischen Transmissionen in der Orgel in St-Augustin in Paris durch mechanische ersetzt.
Albert Peschard starb wahrscheinlich am 19. Dezember 1902 (alternativ am 23. Dezember 1903?).
Er erhielt den Verdienstorden der Niederlande, die Medaille der Association française pour l’avancement des sciences, sowie Goldmedaillen auf den Ausstellungen in Lyon und Bordeaux. 

## Veröffentlichungen (Auswahl)
Albert Peschard verfasste einige Schriften zu elektrischen Techniken in Orgeln und weitere Themenn
- Des privilèges sur les meubles: thèse soutenue le 16 février 1861
- Application de l’électricité aux grandes orgues, 1864, 1865
- 58 phot. de Nouvelle-Zélande, fossiles et objets préhistoriques [58 Photographien von fossilen und prähistorischen Objekten in Neuseeland], 1890
- Les premières applications de l’électricité aux grandes orgues, 1890
- L’orgue électrique n’est pas d’origine américaine, 1892
- Études sur l’orgue électrique : perfectionnements au système électro-pneumatique, 1896
- Notice biographique sur A. Cavaillé-Coll et les orgues électriques, 1899
- Appareil de démonstration pour l’étude de l’Application de l’electricité aux orgues, 1900